# María Mendive
María Mendive   (Uruguai, 16 d'abril de 1968) és una actriu, directora teatral, locutora i professora uruguaiana.

## Biografia
Va estudiar a l'Escola Multidisciplinària d'Art Dramàtic Margarita Xirgu (EMAD). Des de 2001 és fundadora, directora i professora de l'Institut d'Actuació de Montevideo (IAM), juntament amb les actrius Gabriela Iribarren i Marisa Bentancur.
S'exerceix en publicitat prestant la seva imatge i veu. Va ser nominada als Premis Martín Fierro. Va guanyar un Premi Florenci el 2013.

## Filmografia
Ha participat com a directora d'obres, com a actriu en teatre i cinema a:
- 2009 - Acassuso (com a directora).[6]
- 2013 - Historias de diván (televisió).[7]
- 2013 - Anina.
- 2012 - El día de la familia.
- 2016 - Era el cielo.